# The Pact
The Pact (El pacto en España, México y Argentina y Almas que penan en Perú) es una película de terror estadounidense escrita y dirigida por Nicholas McCarthy; protagonizada por Caity Lotz y Casper Van Dien. La película se hizo tras el éxito del cortometraje de McCarthy del mismo nombre, el cual se estrenó en el Festival de Cine de Sundance en 2011. La película muestra a Annie, cuya madre acaba de fallecer, mientras trata de descubrir las causas de la desaparición de su hermana, Nicole, y su prima, Liz. La película se estrenó en el Festival de Cine Sundance el 20 de enero de 2012, entrando con comentarios generalmente favorables. La película fue estrenada en los Estados Unidos el 6 de junio de 2012 en salas de cine específicas y el 8 de mayo en Reino Unido e Irlanda. La película salió a la venta en formato DVD y Blu-ray el 1 de octubre de 2012. 
Tiene una secuela, The Pact 2: El Regreso de Judas, estrenada en el 2014 directamente a DVD.

## Trama
Nicole Barlow (Agnes Bruckner) está ultimando los preparativos del funeral de su madre en la casa de infancia de ella. Su hermana Annie (Caity Lotz) no quiere asistir, recordándole a Nicole la forma en la que su madre solía tratarlos. Nicole intenta contactar a su prima Liz (Kathleen Rose Perkins), y su hija Eva (Dakota Bright), vía videollamada. Después de perder la conexión, Nicole ve una puerta abierta, lo que la lleva a adentrarse en un cuarto oscuro.
Annie llega, siendo informada de que Nicole está perdida, y encuentra el teléfono de Nicole junto con una foto. Esa noche, ella se despierta de un mal sueño y encuentra una foto de dos mujeres embarazadas (su madre y una mujer en un vestido floral). Al día siguiente, Annie asiste al funeral de su madre, y se demuestra que Annie tiene un ojo azul y un ojo verde, pero su madre no. Después del funeral, Annie se encuentra con a Liz y Eva, y las tres regresan a la casa de la madre de Annie, Más tarde, Annie sueña con un hombre sin camisa llorando, y, mientras ella duerme, su teléfono muestra un mapa, señalando una dirección. Cuando Annie se despierta y ve una figura en la sala, ella entra en la habitación de Liz y encuentra la cama vacía. Una fuerza invisible trata de atacar a Annie, pero ella escapa de la casa con Eva. 
La policía no cree la historia de Annie, con un oficial, Bill Creek (Casper Van Dien), implicando su culpabilidad en las desapariciones. En un motel, Annie nota la dirección en su teléfono, encontrando una imagen borrosa de una figura en un vestido floral. Esa noche, ella vuelve a soñar con el hombre llorando, así como también una mujer decapitada en un vestido floral. Annie descubre una habitación escondida en la casa de su madre, y, cuando nadie la toma en serio, recluta a su amiga psíquica, Stevie (Haley Hudson). En la habitación escondida, Stevie tiene un ataque de histeria, repitiendo el nombre "Judas". Entonces ellas ven el cadáver de una mujer en un vestido floral flotando debajo de ellas, y Annie se da cuenta de que no es su madre asustando la casa. Investigando Judas en línea, Annie encuentra un asesino en serie, conocido como "Judas Killer", quien decapitó a una mujer en un vestido floral, Jennifer Glick (Wright). Annie también descubre que su madre tiene un hermano, y que ambos tienen conexión con Glick.
Creek investiga la casa después de encontrar una foto misteriosa que apunta a un armario, en donde hay una puerta secreta que conduce a la habitación escondida. Creek es después asesinado por un asaltante desconocido. Desesperada por respuesta, Annie usa un tablero Ouija para contactar a Glick, quien confirma sus sospechas de que Glick fue asesinada por su tío, el asesino de Judas. Annie ve a Judas venir de una escotilla secreta y se oculta, descubriendo los cuerpos de Creek y Nicole. Mientras Judas llora, Annie toma la pistola de Creek pero es dominada por Judas. Antes de que Judas pueda matarla, sin embargo, el espíritu de Glick la empuja hacia la pistola de Creek. Annie le dispara a Judas, matándolo. Al tiempo entra luz en la casa y Annie se da cuenta de que Judas y ella comparten el mismo color de los ojos. Posteriormente se informa que a Annie se le concedió la custodia de la hija de Nicole, Eva. Con Liz y Nicole muertas, la casa ha sido vendida y está bajo renovaciones. En la escena final, el ojo de Judas se abre, y mira alrededor.

## Elenco
- Caity Lotz como Annie Barlow.
- Casper Van Dien como Bill Creek.
- Agnes Bruckner como Nicole Barlow.
- Mark Steger como Charles ("Judas").
- Haley Hudson como Stevie.
- Kathleen Rose Perkins como Liz.
- Samuel Ball como Giles.
- Bo Barrett como Jesse.
- Dakota Bright como Eva.
- Jeffrey T. Ferguson como Oficial Benson.
- Rachael Kahne como mesera.
- Santiago Segura como Lavavajillas.
- Sam Zuckerman como Condado.